# اوورس ۱۱۷۶۰
سیارک ۱۱۷۶۰ (به انگلیسی: 11760 Auwers، نامگذاری:4090P-L) یازده هزار و هفتصد و شصتمین سیارک کشف شده‌است که در ۲۴ سپتامبر ۱۹۶۰ کشف شد.